# تشارلز أ. غيليسبي جونيور
تشارلز أ. غيليسبي جونيور (بالإنجليزية: Charles A. Gillespie, Jr.)‏ هو دبلوماسي أمريكي، ولد في 22 مارس 1935 في لونغ بيتش في الولايات المتحدة، وتوفي في 7 مارس 2008 في لاهويا في الولايات المتحدة بسبب سرطان.

## وصلات خارجية
- تشارلز أ. غيليسبي جونيور على موقع إن إن دي بي (الإنجليزية)